# Saranpat Yingsakul
Saranpat Yingsakul (thailändisch ศรัณย์ภัทร ยิ่งสกุล; * 17. Februar 2005) ist ein thailändischer Fußballspieler.

## Karriere
Saranpat Yingsakul erlernte das Fußballspielen in der Schulmannschaft des Assumption College in Si Racha. Seinen ersten Vertrag unterschrieb er im Januar 2024 beim Zweitligisten Pattaya United FC im Seebad Pattaya. Sein Zweitligadebüt gab Saranpat Yingsakul am 23. März 2024 (30. Spieltag) im Auswärtsspiel gegen den Nongbua Pitchaya FC. Bei der 2:0-Niederlage wurde er in der 76. Minute für Supakit Niamkong eingewechselt. Im Sommer 2024 wechselte er zum Drittligisten Dome FC nach Pathum Thani. Mit dem Verein spielt er in der Central Region der Liga.